# Simca-Gordini T11
La Simca-Gordini T11, chiamata anche Simca Gordini T11, è una monoposto di Formula 1 costruita dalla scuderia francese Gordini per partecipare al campionato mondiale di Formula 1 1951 e 1952.
La vettura venne utilizzata anche nelle gare del campionato Formula Grand Prix e Formula 2, durante le stagioni 1946 e 1954.